# Sant'Eufemia a Maiella
Sant'Eufemia a Maiella è un comune italiano di 245 abitanti della provincia di Pescara in Abruzzo. Il paese sorge sul versante occidentale del massiccio della Maiella, all'interno dell'alta valle dell'Orta, e fa parte dell'omonimo parco nazionale e della comunità montana della Maiella e del Morrone.

## Geografia fisica

### Territorio
Il paese è situato nel tipico ambiente appenninico che altimetricamente si sviluppa passando dalla macchia mediterranea fino a 750 m, passando al bosco misto a 800 m, alla faggeta a 1500 m, fino all'ambiente, detto lunare, dei pianori culminali della Maiella. A ovest si staglia il versante est del gruppo montuoso delle montagne del Morrone. Il territorio comunale è completamente inserito nel parco nazionale della Maiella; sul territorio inoltre insiste la riserva naturale di Lama Bianca, di esistenza antecedente alla creazione del parco.

### Clima
Il clima è quello tipico della bassa-media montagna, con abbondanti precipitazioni nevose nel periodo invernale (il manto nevoso talvolta raggiunge il paio di metri). Le estati sono fresche, ventilate e quasi mai eccessivamente calde.

## Storia

### Sant'Eufemia a Maiella

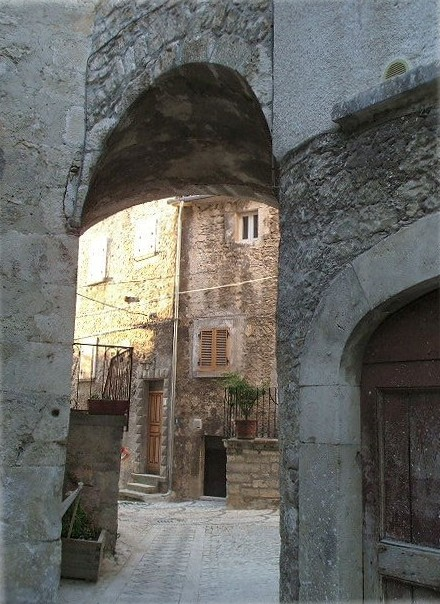
Uno scorcio delle vie del centro storico di Sant'Eufemia a Maiella

Il borgo sorse intorno al XIV secolo come agglomerato di case pastorali. Il lieve spopolamento del borgo di Roccacaramanico verso un luogo più pianeggiante permise la costruzione del centro di Sant'Eufemia a Maiella, nonché della chiesa principale dedicata a San Bartolomeo apostolo. Nel 1064 dal Chronicon Casauriense si ha notizia di una chiesa dedicata a Sant'Eufemia nel territorio di Caramanico Terme, costruita in epoca ignota e donata in tale anno da un certo Bernardo all'abbazia di San Clemente a Casauria; è probabile che essa si trovasse proprio qui, e che abbia dato il nome al borgo. Il paese fu feudo della famiglia Colonna e mantenne fino al XX secolo uno stile di vita basato sulla pastorizia; successivamente si è sviluppato come centro turistico per lo sci e per la valorizzazione del borgo di Roccacaramanico.

### Roccacaramanico

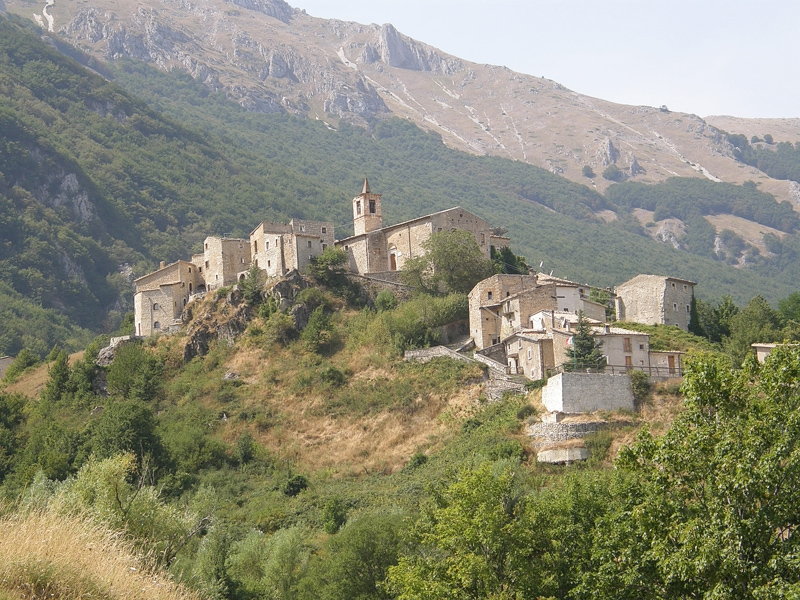
Roccacaramanico

È ipotesi corrente che Roccacaramanico sia sorta come punto strategico, di osservazione e di difesa dell'accesso alla valle. La sua storia si intreccia con quella di Caramanico Terme: risultano infatti entrambi nell'anno 875, data di fondazione dell'abbazia di San Clemente a Casauria, tra i possedimenti della badia. Tra la fine del XIII e la prima metà del XIV secolo si hanno alcune notizie riguardanti interessi della famiglia Cantelmo in Roccacaramanico. Successivamente le signorie dei d'Aquino, d'Angiò, d'Aragona, Colonna e Carafa si succedettero sul territorio in periodi diversi della sua storia. Scarsissime sono le notizie sulla zona nel XVI secolo e nel primo periodo della dominazione spagnola.

## Monumenti e luoghi d'interesse

### Architetture religiose

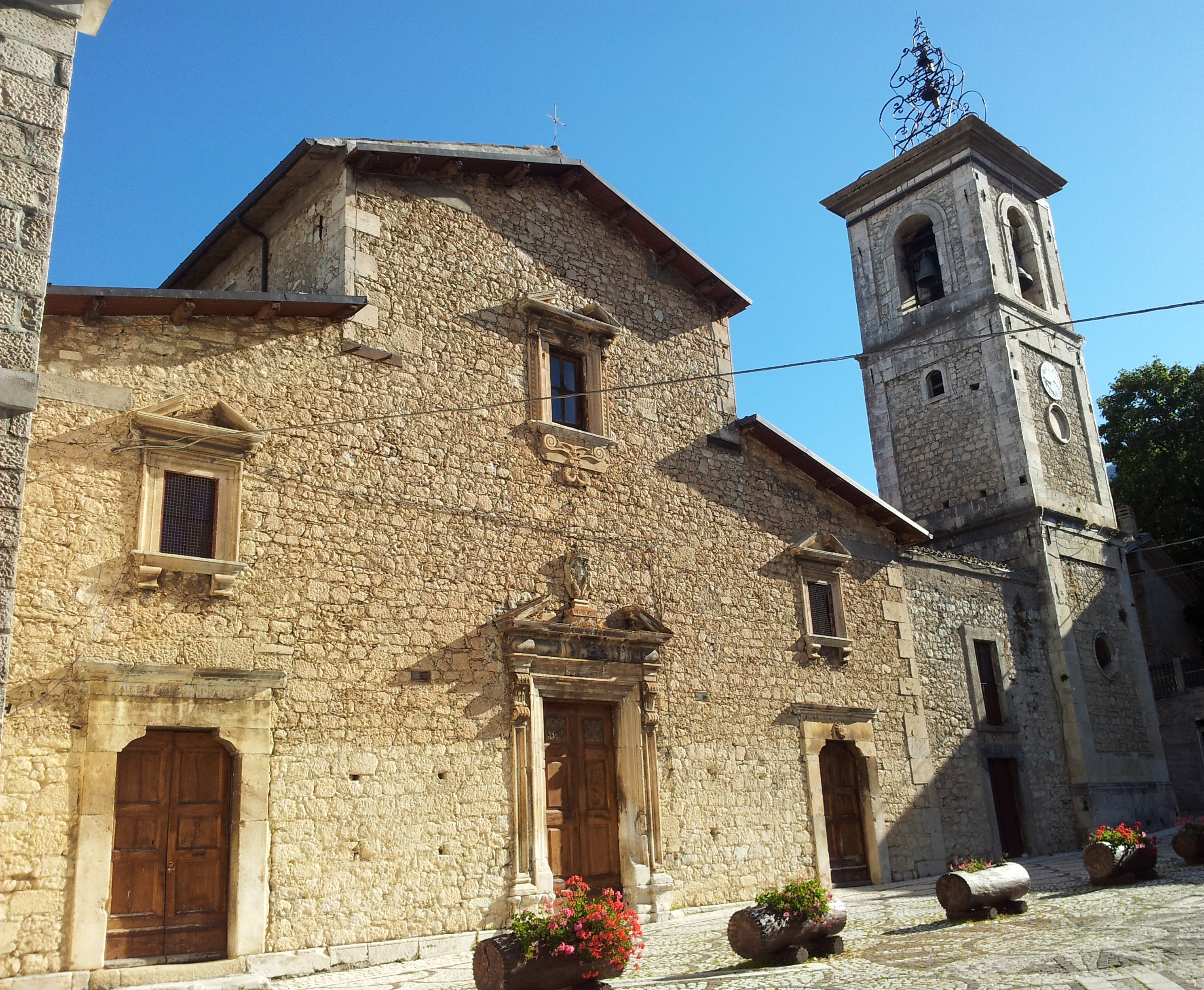
Chiesa madre di San Bartolomeo

Chiesa madre di San Bartolomeo Apostolo
La chiesa madre di San Bartolomeo venne eretta nel XV secolo in stile neoromanico. La facciata è in pietra, suddivisa in tre settori con finestre. Il portale ha elementi classicheggianti. Sulla destra una piccola cappella della sagrestia collega il campanile alla chiesa. Il campanile è una torre quadrilatera scandita in tre settori che culminano con una gabbia in ferro battuto che ospita le due campane con l'orologio civico. L'interno è barocco ed è stato restaurato nell'anno 2000; possiede una navata centrale, due laterali simili a cappella, e un tabernacolo in legno del XVII secolo costruito dai frati cappuccini, decorato con colonne tortili ed immagini dorate di angeli e santi protettori del paese.

### Altro
Borgo medievale di Roccacaramanico

## Società

### Evoluzione demografica
Abitanti censiti

## Cultura

### Musei
- Giardino botanico Daniela Brescia, sito nel comune di Sant'Eufemia a Maiella
- Museo etnografico Marcello Maria de Giovanni, sito nella frazione di Roccacaramanico
- Ecomuseo Fiabosco

## Economia

### Turismo

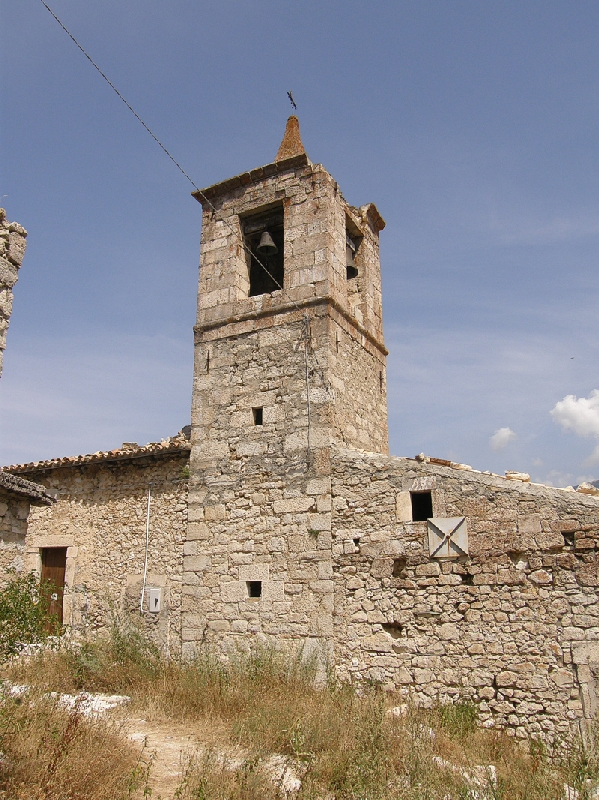
Chiesa madre della Madonna delle Grazie di Roccacaramanico

Il borgo di Roccacaramanico si trova nei pressi di Sant'Eufemia a Maiella, sito nel colle montuoso più in alto nella valle dell'Orta. Il paese è di origini medievali, fondato intorno all'XI secolo, ed è meta di turismo per la sua vicenda di spopolamento intorno agli anni ottanta del XX secolo. Infatti il paese risulta inaccessibile nel periodo invernale per via delle abbondanti nevicate, e così rimase un borgo fantasma fino ai primi anni del XXI secolo, quando venne recuperato. Turisti acquistarono case abbandonate per riportarle allo splendore originario e fu restaurata la chiesa madre della Madonna delle Grazie per allestire un museo dedicato alla vita contadina abruzzese.

## Amministrazione
| Periodo        | Periodo        | Primo cittadino    | Partito                                              | Carica  | Note  |
| -------------- | -------------- | ------------------ | ---------------------------------------------------- | ------- | ----- |
| 30 giugno 1988 | 7 giugno 1993  | Mariano Timperio   | Lista civica di centro-sinistra                      | Sindaco | [ 1 ] |
| 7 giugno 1993  | 14 maggio 2001 | Domenico Di Nardo  | Lista civica di centro-destra Uniti per Sant'Eufemia | Sindaco | [ 1 ] |
| 14 maggio 2001 | 16 maggio 2011 | Mario Crivelli     | Lista civica                                         | Sindaco | [ 1 ] |
| 16 maggio 2011 | in carica      | Francesco Crivelli | Lista civica Per Sant'Eufemia                        | Sindaco | [ 1 ] |